# Зелене (Павлоградський район)
Зеле́не — село в Україні, у Богданівській сільській територіальній громаді Павлоградського району Дніпропетровської області. Населення за переписом 2001 року становить 136 осіб.

## Географія
Село Зелене знаходиться на правому березі річки Велика Тернівка, нижче за течією на відстані 2 км розташоване село Нова Русь, на протилежному березі - село Криштопівка (Лозівський район).

## Пам'ятки
Поблизу села знаходиться ландшафтний заказник місцевого значення Тернівський.